# 피델리오
피델리오(Fidelio), 작품 번호 72는 루트비히 판 베토벤이 유일하게 작곡한 오페라이다.  장 니콜라스 부일리의 프랑스 원작을 기초로 요제프 존라이트너와 게오르그 프리드리히 트라이치케가 쓴 독일어 대본을 바탕으로 하고 있다. 다른 오페라 대본들은 그에게 관심을 끌어들이게 할 만한 요소들이 없었기 때문에 그는 전혀 거들떠 보지 않았다고 한다. 그것이 그가 오페라를 단 한 곡 밖에 써 내지 않은 이유이다. 그는 단지 하룻밤 구경거리로 끝나는 이탈리아 풍의 Opera Buffa ("오페라 부파")를 매우 싫어했으며, 당시 크게 유행되어 곧잘 상연이 되고 대중의 인기를 독차지 하고 있던 이탈리아 작곡가의 작품은 물론, 모차르트의 피가로의 결혼이나 돈 조반니에 대해서도 노골적인 혐오감을 드러냈다. 그가 원했던 오페라는 그의 마음 속을 차지하고 있던 정의, 용기, 숭고함, 엄숙함, 애정, 영웅적인 기분이 모두 포함되어 있어야 했기 때문이다.

## 역사
1803년 빈, 안 데르 빈 극장의 지배인인 브라운 남작은 베토벤에게 새 오페라를 의뢰했다. 이 때의 대본은 장-니콜라스 부일리의 프랑스 원작 Léonore; ou, L' amour conjugal ("레오노레, 또는 부부애")를 궁정 극장 비서였던 요제프 존라이트너가 독일어로 번역한 것이며 전3막으로 이루어져 있었다. 베토벤은 이 대본을 읽고 감동했다. 무고한 죄로 투옥되어 있는 남편을, 남장한 아내가 구출한다는 이야기에서 정의의 승리와 강렬한 부부애를 보았기 때문이다.  그는 곧 스케치를 시작, 1805년 6월에 거의 끝내고 전 곡의 악보를 가을에 완성했다. 그로서는 첫 오페라여서 그 고생은 이루말 할 수 없는 것이었다. 제2막의 전주 부분은 18회나 고쳤고 피날레의 대합창은 10회를 수정했다.
초연은 1805년 10월 중순경으로 예정되어 있었으나 바로 그 해 가을 나폴레옹이 이끄는 프랑스 군이 오스트리아를 침공, 수도 빈이 11월 13일 함락되었다. 결국 초연의 막을 올린 것은 7일 후인 11월 20일이었다. 그러나 이 때의 공연은 완전히 실패했다. 겨우 3일 간 상영된 뒤 중단되었다. 그 이유는 일단 전란 때문이었다. 대부분의 손님이 점령군인 프랑스 병사들이었고, 그의 유력한 보호자와 후원자들이 모두 전란을 피해 빈에서 떠나 피난을 하고 없었으며 애호가들 역시 전쟁의 북새통에서 음악을 들을 겨를이 없었기 때문이다. 그러나 작품 자체에도 문제는 있었다. 12월, 즉 초연이 있은 뒤 한달 뒤에 후원자인 리히노브스키 공작의 집에서 모임이 있었는데, 이 때 베토벤은 친구들로부터 많은 충고를 들은 뒤 피델리오를 전3막에서 전2막으로 줄이는 것으로 마음 먹는다. 그 개정 작업은 역시 그의 친구였던 스테판 폰 브로이닝이 맡아 하기로 했다.
개정판에 의한 재연은 이듬해인 1806년 3월 29일과 4월 10일 2회에 걸쳐 역시 같은 안 데르 빈 극장에서 상연되었으며 이전보다 훨씬 좋은 평을 들었다. 이 오페라는 이것으로 완성되는 듯 했으나 실은 그렇지 않았고 베토벤은 기회가 있으면 한 번 더 수정하고 싶은 생각을 가졌다. 그로부터 8년 후인 1814년 갑자기 기회가 찾아왔다. 빈의 케른트너토르 극장에서 이 오페라의 공연을 신청한 것이다. 베토벤은 전보다 더욱 철저하게 수정을 가해서 전체를 훨씬 압축하여 2막으로 만들고 그 해 5월 23일 상연했다. 이번에는 대성공이었다. 이 때부터 오페라 피델리오는 그 진가를 발휘하기 시작했다. 처음 작곡을 시작한 뒤 11년 동안 그의 끈덕진 노력이 드디어 승리의 월계관을 쓰게 만들었다. 오늘날 흔히 상영되는 피델리오는 제3판본이다. 그가 이 오페라에 얼마나 정성을 쏟았느냐 하는 것은 단 한 개의 오페라를 위해 네 개의 서곡을 썼다는 사실만 보아도 알 수 있다. 그 네 개의 서곡은 피델리오 서곡과 세 개의 레오노레 서곡이다. 우선 1805년 처음 상연 때 쓰여진 것이 레오노레 서곡 2번, 다음 1806년 때 상연 때 다시 쓴 것이 레오노레 서곡 3번, 그리고 마지막 제 3판 때 새로 쓴 것이 네 개중 가장 짧은 피델리오 서곡이다. 베토벤이 사망한 뒤 발견된 레오노레 서곡 1번은 쉰들러에 말에 의하면, 1805년의 초연 때 먼저 쓴 것이 레오노레 서곡 1번이었으나 마음에 들지 않아 곧 레오노레 서곡 2번을 썼다고 한다. 오늘 날 상연 때 자주 연주되는 것은 물론 피델리오 서곡이지만, 레오노레 서곡 3번도 버려두기 아깝다는 생각 때문에 흔히 제2막 제2장이 시작되기 직전에 연주하도록 되어 있다. 이러한 관습을 만들어 낸 사람은 구스타프 말러라고 한다.

## 서곡
베토벤은 피델리오를 위한 적절한 서곡을 제작하기 위해 고군분투했다. 궁극적으로 네 가지 버전을 거쳤다. 1805년의 초연을 위한 그의 첫 번째 시도는 현재 레오노레 서곡 2번으로 알려진 서곡으로 여겨진다. 베토벤은 1806년의 공연을 위해 이 레오노레 서곡 2번을 개작하여 레오노레 서곡 3번을 만들었다. 후자는 많은 청취자들에 의해 네 개의 서곡 중 가장 큰 곡으로 간주되지만, 극적이고 전면적인 교향곡으로 오페라의 초기 장면을 압도하는 효과가 있었다. 베토벤은 이에 따라 프라하에서 계획된 1808년의 공연을 위해 다소 축소하는 실험을 했다. 이것은 현재 레오노레 서곡 1번이라고 불리는 버전으로 여겨진다. 마침내 1814년에는 부흥을 위해 베토벤이 새롭게 시작, 신선한 음악 자료로 우리가 지금 알고 있는 피델리오 서곡을 작곡했다. 이 다소 가벼운 서곡은 오페라의 시작으로서 네 가지 중 가장 잘 작용하는 것처럼 보이기 때문에, 베토벤의 최종 의도는 일반적으로 현대 작품에서 존중된다.
일부 사람들은 구스타프 말러가  20세기 중반까지 흔히 볼 수 있었던 제2막 제2장의 시작 직전의 장면 전환 때 레오노레 서곡 3번을 공연하는 관행을 도입했다고 믿고 있다(하지만, 데이비드 케언스는 그것은 19세기 중반으로 거슬러 올라가기 때문에 말러보다 이전이었다고 말한다). 해당 장면에서는 방금 일어난 구조 현장을 음악적으로 재현하는 역할을 한다. 예를 들어 2008년 10월, 부다페스트에서 초연된 새롭고 현대적인 스타일의 작품은 이 장면에서 "레오노레 서곡 3번"을 특징으로 한다.

## 등장 인물
|                                                                   |                                                                  | 《레오노레》라는 제목으로 초연                         | 《레오노레》라는 제목으로 초연    | 개정판의 초연            |
| 첫 번째 버전: 3막 1805년 11월 20일 (지휘: 이그나츠 폰 사이프리트) | 두 번째 버전: 2막 1806년 3월 29일 (지휘: 이그나츠 폰 사이프리트) | 최종 버전: 2막 1814년 5월 23일 (지휘: 미카엘 움라우프) |                                   |                          |
| ----------------------------------------------------------------- | ---------------------------------------------------------------- | ------------------------------------------------------ | --------------------------------- | ------------------------ |
| 플로레스탄, 스페인의 귀족, 죄수                                   | 테너                                                             | 프리드리히 뎀머                                        | 요제프 아우구스트 뢰켈            | 율리우스 라치디          |
| 레오노레, 플로레스탄의 아내                                       | 소프라노                                                         | 안나 밀더 하우프트만                                   | 안나 밀더 하우프트만              | 안나 밀더 하우프트만     |
| 로코, 간수                                                        | 베이스                                                           | 로테                                                   | 로테                              | 카를 프리드리히 바인뮬러 |
| 마르첼리나, 그의 딸                                               | 소프라노                                                         | 루이제 뮐러                                            | 루이제 뮐러                       | 안나 본드라              |
| 야퀴노, 로코의 조수, 마르첼리나의 구혼자                          | 테너                                                             | 요제프 캐시                                            | 요제프 캐시                       | 요제프 프뤼발트          |
| 돈 피사로, 교도소장                                               | 베이스 바리톤                                                    | 세바스탄 마이어 (모차르트의 처남)                      | 세바스탄 마이어 (모차르트의 처남) | 요한 미하엘 포글         |
| 돈 페르난도, 장관                                                 | 베이스                                                           | 요한 미하엘 바인코프                                   | 요한 미하엘 바인코프              | 이그나츠잘               |
| 두 명의 죄수들                                                    | 테너와 베이스                                                    | 미상                                                   | 미상                              | 미상                     |
| 병사들, 죄수들, 마을 사람들                                       |                                                                  |                                                        |                                   |                          |

## 줄거리

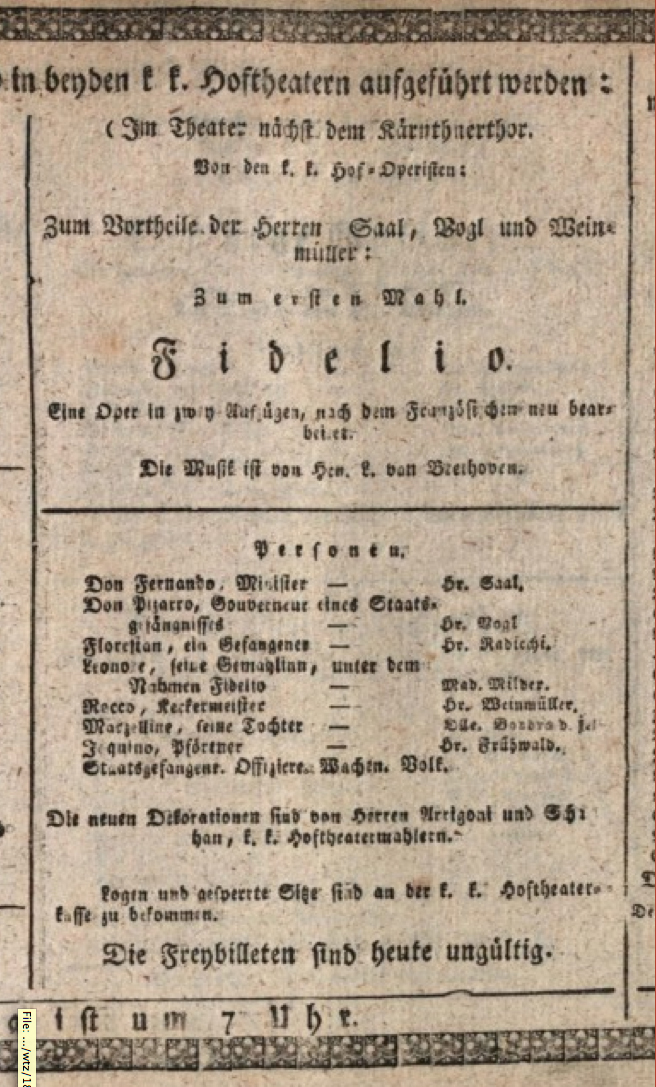
1814년 5월 23일 빈의 캐른트너토르 극장 초연에 대한 고지

18세기 스페인 세비야 근교에 거주하고 있던 귀족인 플로레스탄은 자신의 정적이었던 교도소장인 돈 피사로에 의해 세비야 근교에 있는 교도소의 독방에 수감되고 만다. 한편 플로레스탄의 아내인 레오노레는 남편을 구하기 위해 남자 복장을 하고 피델리오라는 가명을 썼다. 레오노레는 교도소에서 간수였던 로코의 조수로 근무하게 된다.
돈 페르난도 장관이 교도소를 감시하러 왔다는 소식을 들은 돈 피사로는 플로레스탄을 살해하려는 계획을 세우면서 자신의 신변에 안전을 기하려고 했다. 그렇지만 레오노레는 남장을 했던 자신이 플로레스탄의 아내였음을 밝힌 뒤에 총을 들면서 남편을 보호하게 된다. 교도소에 도착한 돈 페르난도 장관이 플로레스탄을 석방하기로 결정하면서 플로레스탄은 자유의 몸이 된다.
장소: 세비야에서 몇 마일 떨어진 스페인 주립 교도소
시기: 18 세기 후반

### 1막
높은 성벽으로 둘러싸인 형무소 안에 세워진 간수 로코의 집 안, 먼저 짧고 극적인 내용을 지닌 서곡이 있고 나서 막이 오르면 로코의 딸 마르첼리나가 세탁물을 다림질 하고 있다. 여기에 문지기 야퀴노가 나타나 결혼을 강요한다. 야퀴노는 하루라도 빨리 가정을 이루고 싶은데, 마르첼리나는 최근에 로코의 부하가 된 미남 청년 피델리오(레오노레)에게 마음이 쏠려 있어 대꾸도 하지 않는다. 이윽고 혼자가 된 마르첼리나는 레오노레에 대한 타오르는 듯한 사랑의 심정을 노래한다. 이것이 제2번의 아리아이다.

얼마 후, 레오노레가 외출했다가 돌아오자 로코와 야퀴노도 방안에 들어와 사중창이 시작된다. 로코가 자기 딸에게 레오노레를 제일 알맞는 신랑감이라고 말하므로 마르첼리나는 당황한다. 이어 로코는 결혼이란 사랑만으로 이루어지는 것이 아니라 돈도 있어야 한다고 하며 돈을 예찬하는 노래를 부른다. 레오노레는 이때 슬며시 지하 감방에 있는 죄수에 대해 묻는다. 그러자 로코가 숨기고 있어야 할 비밀을 뇌까린다. 지하 감방에는 2년쯤 전부터 중요한 정치범이 감금되어 있는데 한 달 전부터 식사량을 조금씩 줄이라는 명령을 돈 피사로로부터 받고 있다고 털어놓는다. 레오노레는 그 죄수가 자기 남편임에 틀림없다는 확신을 갖는다.
힘찬 행진곡이 들려온다. 감옥문이 활짝 열리고 사관들에게 인솔된 사병들과 함께 교도소장인 돈 피사로가 들어와 부하에게 이것 저것 명령을 내린다. 그리고 로코가 내주는 편지를 받아 읽다가 갑자기 그는 안색이 창백해진다. 그 편지는 감금해 둔 플로레스탄의 친구이며 장관인 돈 페르난도가 불법적인 음모로 감금된 정치범이 있는지 없는지를 조사하려고 온다는 내용이기 때문이다. 그래서 피사로는 이 기회에 플로레스탄을 죽여 버려야겠다고 마음먹는다. 피사로는 병사들에게 주위를 엄중히 경계하라고 명령하고 나서 로코를 불러 많은 돈이 든 지갑을 내주면서 지하 감옥의 죄수를 죽이라고 지시한다. 로코가 "저는 도저히 그런 짓을 못합니다..."라며 놀라 어쩔 줄 몰라하자, "그럼 넌 구덩이를 파라. 죽이는 건 내가 할 테니까..."라고 피사로는 말한다. 그래서 로코는 하는 수 없이 응낙한다.
피사로와 로코가 가버린 뒤, 한 구석에서 레오노레가 나와 이 오페라 중 가장 유명한 아리아 "악당아! 어디로 서둘러 가느냐!"를 노래한다. 이것은 레오노레의 분노가 뚜렷이 겉으로 드러난 매우 극적인 노래이다. 레오노레가 물러가자, 이번에는 마르첼리나와 야퀴노가 나타난다. 야퀴노는 마르첼리나에게 끈덕지게 결혼을 독촉한다. 여기에 다시 로코와 레오노레가 등장한다. 로코는 야퀴노에게 "이 딸을 너에게 줄 순 없다.!"고 버럭 소리를 지른다. 한편, 레오노레는 "오늘은 날씨가 좋으니까 가끔 죄수들에게 일광욕을 시키는 것도 좋지 않겠습니까?..." 리먀 로코에게 수작을 건다. 로코는 잠시 망설이다가 그래도 자기가 피사로의 신임을 받고 있는 몸이라는 자만심을 갖고 있어서 독단적인 허가를 내린다.
이윽고 죄수들이 하나 둘 떼를 지어 햇볕을 찾아서 안뜰에 나타난다. 이때 남성 사부합창으로 불리는 것이 유명한 "죄수들의 합창"이다. "오 기쁨이여, 바깥 공기를 마실 수 있다니..." 이것은 진심으로 자유를 희구하는 감동적인 노래이다. 이때 마르첼리나가 숨을 헐떡이며 나타나고, 피사로가 죄수들을 서둘러 감방으로 들어가라고 명령한다. 그 때 격분한 피사로가 나타나 로코에게 호통친다. 죄수들의 기쁨도 한순간에 지나지 않는다. 그들이 힘 없이 합창하면서 퇴장하는 것으로 막이 내린다.

### 2막

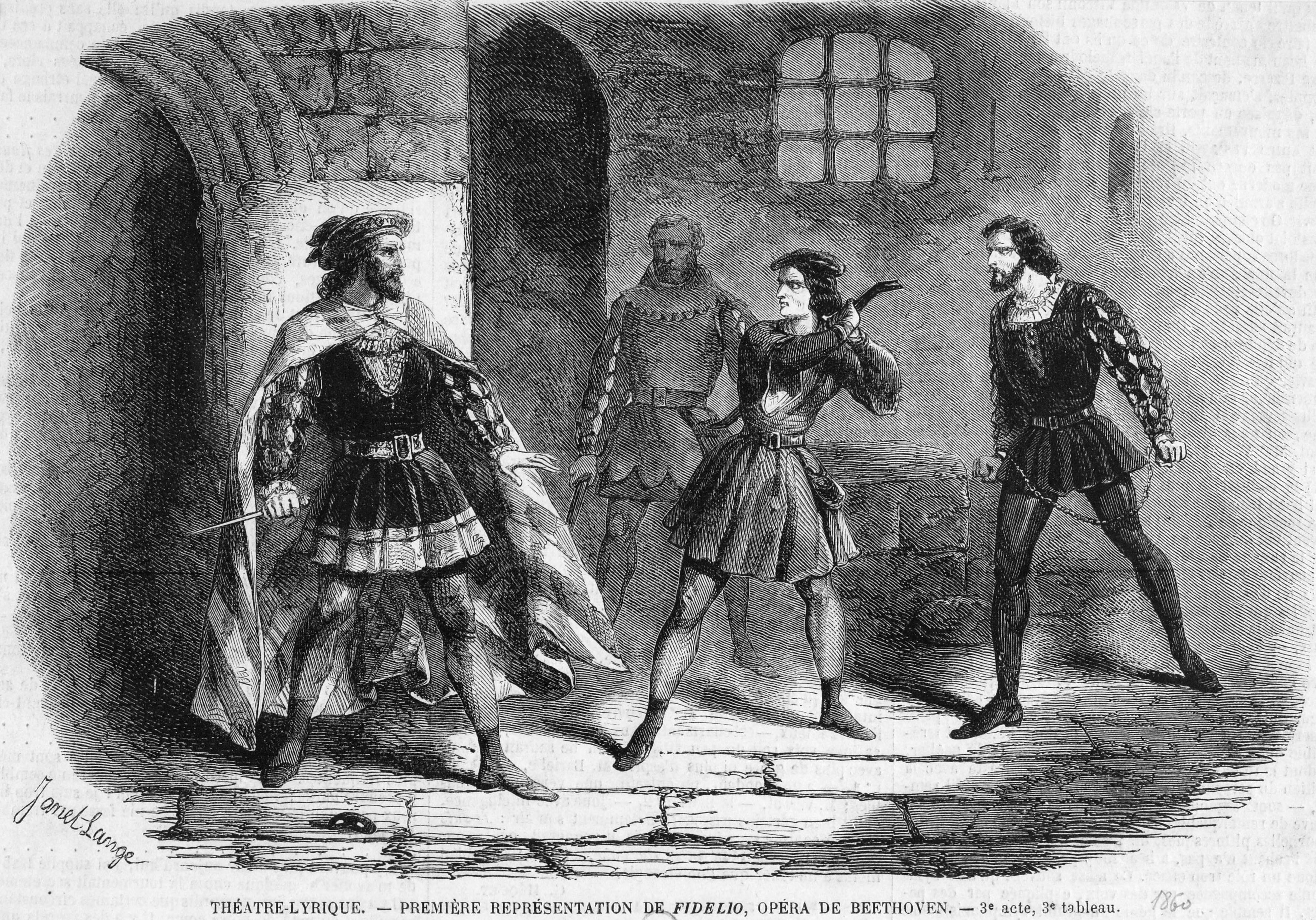
1860년 리리크 극장에서 상영된 피델리오의 마지막 장면

캄캄한 지하 감옥 속, 마치 지옥의 밑바닥과도 같은 느낌이다. 그 감방 한 구석에 쇠사슬에 얽매인 플로레스탄이 웅크리고 있다. 먼저 32소절의 서주가 연주된다. 이것은 비극적인 기분을 풍기는 매우 밀도 있는 음악이다. 플로레스탄은 절망에 빠진 채 사랑하는 레오노레를 꿈속에서 만난다. 이 아리아의 선율 중 일부는 서곡 레오노레 3번에서 쓰여지고 있다. 노래를 끝낸 플로레스탄은 지쳐서 다시 그 자리에 주저앉는다. 이때 로코와 레오노레가 물단지와 구덩이를 팔 도구를 갖고 나타난다. 이윽고 로코는 감옥 한구석에 플로레스탄의 시체를 묻을 큰 구덩이를 파기 시작한다. 레오노레는 그를 도우면서도 그 죄수가 남편이 아닌가를 조심스레 살핀다. 죄수가 이곳의 소장이 누구냐고 물으니 로코는 정직하게 돈 피사로라고 대답한다. 소장의 이름을 들은 죄수가 분개한다.
레오노레는 그들의 대화를 엿들으면서 그 죄수가 틀림없는 남편이라는 심증을 굳힌다. 로코가 마지막 선물이라 생각하고 플로레스탄에게 포도주를 주고 레오노레는 빵조각을 준다. 플로레스탄은 감사의 노래를 부른다.  로코가 커다란 구덩이를 다 파자, 검은 망또를 입은 피사로가 나타나 레오노레를 그 자리로부터 물러가라고 한다. 그러나 그녀는 한구석에 숨어서 동정을 살핀다. 피사로는 망또를 벗어 던진 뒤 단도를 한 손에 움켜쥐고 플로레스탄에게 다가간다. 그리고는 그 단도로 내려 찍으려는 순간 "물러서라!..."는 날카로운 외침소리와 함께 레오노레가 뛰쳐나와 플로레스탄을 감싸면서 "이 사람의 아내부터 죽여라!..."하고 외친다. 피사로와 로코가 깜짝 놀란다. 레오노레의 손에는 권총이 들려져 있으므로 피사로도 갑자기 어쩌는 수가 없었다. 비로소 피사로도, 플로레스탄도, 로코의 부하의 실체를 깨닫는다.
그 아슬아슬한 순간에 갑자기 밖에서 트럼펫 소리가 울려퍼진다. 장관의 도착을 알리는 신호인 것이다. "이젠 살아났다!"고 기뻐하는 레오노레와 플로레스탄과는 달리, 피사로는 이를 갈며 분해 어쩔 줄 몰라했다. 그만 얼이 빠져 멍청히 서 있는 로코, 다시 트럼펫 소리가 요란하게 울려 퍼지므로 하는 수 없이 피사로와 로코는 그 자리를 떠나 버린다. 레오노레와 플로레스탄은 비로소 정신을 차리고 기쁨의 이중창을 노래한다.
장면이 바뀌어 장소는 형무소 안의 광장이다. 돈 페르난도 장관이 피사로와 사관들을 대동하고 나타난다. 군중이 환호하며 맞이한다. 이 형무소에는 플로레스탄 외에도 무고한 죄로 투옥된 자가 많이 있었는데, 장관에 의해 석방된 죄수들이 야퀴노에게 인솔되어 입장하며 장관 앞에 꿇어앉는다. 일동은 정의의 승리를 높이 칭송하는 합창을 부른다. 이때 로코가 플로레스탄을 데리고 나타난다. 장관은 이미 죽었으리라고 생각했던 플로레스탄이 아직 살아 있는 모습을 보고 깜짝 놀란다. 그러자 로코가 지금까지의 경위를 숨김없이 밝히며 레오노레의 용감한 행위를 보고하자 군중은 "악한을 처벌하라!"고 외친다. 피사로는 고개를 푹 숙인 채 병사들에게 끌려나간다. 쇠사슬에서 풀려난 플로레스탄은 이제 자유를 한껏 숨쉬며 정숙하고 용감한 아내 레오노레의 가슴에 얼굴을 묻는다. 정의의 승리와 숭고한 부부애를 칭송하는 합창이 차츰 울려 퍼지는 웅장한 분위기 속에서 막이 내린다.

## 악기 편성
플루트3, (3번은 피콜로 겸함), 오보에3, 클라리넷3, 바순3 (3번은 콘트라바순 겸함), 호른4, 트럼펫3, 트롬본3, 팀파니, 현5부,
무대 뒤, 별도: 트럼펫1

## 연주시간
- 서곡: 7분, 1막: 1시간 5분, 2막: 1시간
- 총 2시간 10분

## 장면
잘 알려진  곡으로는, 서곡과 함께, O wär ich schon mit dir vereint 오, 내가 당신과 이미 결혼했더라면 (소프라노),  Mir ist so wunderbar 참, 이상한 기분이 들어 (사중창), Hat man nicht auch Gold 사람은 돈도 수중에 있어야 해 (아리아), Ha! welch ein Augenblick 그래! 얼마나 좋은 기회냐! (아리아, 합창), Abscheulicher! wo eilst du hin? Komm Hoffnung 악당아, 서둘러 어디로 가느냐? 희망이여, 오라 (소프라노), Gott! Welch Dunkel hier 하느님! 여긴 너무 어두워요! (테너), In des Lebens Fr hlingstagen 인생의 봄날에 (테너), Nur hurtig fort 빨리 무덤을 파자 (이중창), Heil sei dem Tag, heil sei der Stunde 만세, 만세, 행복한 날이여, 행복한 순간이여 (육중창), Wer ein holdes Weib errungen 여성의 따뜻한 사랑을 얻은 자여 (이중창, 합창, 피날레) 등의 번호가 붙은 악곡들이 있다.
| 막 & 장 | 막 & 장 | 번호 | 제목                                                                               | 유형               | 목소리         | 역할                            | 영상1 | 기타 영상2 | 기타 영상2 |
| ------- | ------- | ---- | ---------------------------------------------------------------------------------- | ------------------ | -------------- | ------------------------------- | ----- | ---------- | ---------- |
| 1막     | 1장     |      | Ouverture (서곡)                                                                   | 기악곡             |                |                                 | ♫     | ♫          |            |
| 1막     | 1장     | 1번  | Jetzt Schätzen jetzt sind wir allein (자, 내 사랑, 이제 우리 둘만 남았는데)        | 이중창             | T S            | 야퀴노/마르첼리나               | ♫     | ♫          |            |
| 1막     | 1장     | 1번  | Der arme Jaquino dauert (불쌍한 야퀴노, 유감이야)                                  | 레치타티브         | S              | 마르첼리나                      | ♫     |            |            |
| 1막     | 1장     | 2번  | O wär' ich schon mit dir vereint (오, 내가 당신과 이미 결혼했더라면)               | 아리아             | S              | 마르첼리나                      | ♫     | ♫          |            |
| 1막     | 1장     | 2번  | Guten Tag, Marzelline! (안녕, 마르첼리나!)                                         | 레치타티브         | B S T          | 로코/마르첼리나/야퀴노          | ♫     |            |            |
| 1막     | 1장     | 2번  | Wie er belastet ist (얼마나 부담스러운지)                                          | 레치타티브         | S B T S        | 마르첼리나/로코/야퀴노/레오노레 | ♫     |            |            |
| 1막     | 1장     | 3번  | Mir ist so wunderbar (참, 이상한 기분이 들어)                                      | 사중창             | S S B T        | 마르첼리나/레오노레/로코/야퀴노 | ♫     |            |            |
| 1막     | 1장     | 4번  | Hat man nicht auch Gold (사람은 돈도 수중에 있어야 해)                             | 아리아             | B              | 로코                            | ♫     |            |            |
| 1막     | 1장     | 4번  | Ihr könnte das leicht sagen (쉽게 할 수 있어요)                                    | 레치타티브         | S B S          | 레오노레/로코/마르첼리나        | ♫     |            |            |
| 1막     | 1장     | 5번  | Gut Sönnchen gut (좋아, 아들아(또는 사위))                                         | 삼중창             | B S S          | 로코/마르첼리나/레오노레        | ♫     |            |            |
| 1막     | 1장     | 6번  | Marsch Orchester (행진곡)                                                          | 기악곡             |                | 로코/피사로                     | ♫     | ♫          |            |
| 1막     | 1장     | 6번  | Ah! er kommt selbst hierher (아! 그가 여기에 직접 온다)                            | 레치타티브         | B B-Br         | 로코/피사로                     | ♫     |            |            |
| 1막     | 1장     | 7번  | Ha! welch ein Augenblick (그래! 얼마나 좋은 기회냐!)                               | 아리아, 합창       | B-Br           | 로코/피사로                     | ♫     |            |            |
| 1막     | 1장     | 8번  | Jetzt Alter hat es Eile (늙은이 빨리 오라고, 서둘러야 해!)                         | 레치타티브(이중창) | B-Br B         | 피사로/로코                     | ♫     |            |            |
| 1막     | 1장     | 9번  | Abscheulicher, wo eilst du hin? (악당아, 서둘러 어디로 가느냐?)                    | 레치타티브         | S              | 레오노레                        | ♫     |            |            |
| 1막     | 1장     | 9번  | Komm, Hoffnung (희망이여, 오라)                                                    | 아리아             | S              | 레오노레                        | ♫     | ♫          | ♫3         |
| 1막     | 1장     | 9번  | Ich folg dem innern Triebe (내 마음이 시키는 대로 따르리라)                        | 아리아             | S              | 레오노레                        | ♫     |            |            |
| 1막     | 2장     | 10번 | Aber Marzelline kein Wort (하지만 마르첼리나는 아무 말도 않았어요)                 | 레치타티브         | S T            | 마르첼리나/야퀴노               | ♫     | ♫          |            |
| 1막     | 2장     | 10번 | Was habt ihr denn wieder zu (또 무슨 일로 다투는 거야?)                            | 레치타티브         | B S S T        | 로코/레오노레/마르첼리나/야퀴노 | ♫     | ♫          |            |
| 1막     | 2장     | 10번 | O welche Lust, im freier Luft (오 기쁨이여, 바깥 공기를 마실 수 있다니)            | 레치타티브, 합창   | T B            | 죄수들                          | ♫     | ♫          | ♫4         |
| 1막     | 2장     | 10번 | Nun sprecht wie ging es (어떻게 지냈나요?)                                         | 이중창             | S B            | 레오노레/로코                   | ♫     |            |            |
| 1막     | 2장     | 10번 | Noch heute? noch heute? (바로 오늘? 오늘이라고요?)                                 | 레치타티브         | B S            | 로코/레오노레                   | ♫     |            |            |
| 1막     | 2장     | 10번 | Ach, Vater, eilt! (아, 아빠, 빨리요!)                                              | 레치타티브         | S B T S        | 마르첼리나/로코/야퀴노/레오노레 | ♫     |            |            |
| 1막     | 2장     | 10번 | Verweg'ner Alter welche Rechte (이 주제넘은 영감아! 도대체 무슨 권한으로)          | 레치타티브         | S B-Br B T     | 레오노레/피사로/로코/야퀴노     | ♫     |            |            |
| 2막     | 1장     | 11번 | Intermezzo 2 (2막 서주)                                                            | 기악곡             |                |                                 | ♫     |            |            |
| 2막     | 1장     | 11번 | Gott! Welch Dunkel hier! (하느님! 여긴 너무 어두워요!)                             | 아리아             | T              | 플로레스탄                      | ♫     | ♫          | ♫          |
| 2막     | 1장     | 11번 | In des Lebens Fruhlingstagen (인생의 봄날에)                                       | 아리아             | T              | 플로레스탄                      | ♫     | ♫          | ♫          |
| 2막     | 1장     | 12번 | Wie kalt ist es in diesem Gewölbe (이 지하 묘지는 얼마나 추울까?)                  | 레치타티브         | S B            | 레오노레/로코                   | ♫     |            |            |
| 2막     | 1장     | 12번 | Nur hurtig fort (빨리 무덤을 파자)                                                 | 이중창             | B S            | 로코/레오노레                   | ♫     |            |            |
| 2막     | 1장     | 13번 | Euch werde Lohn in bessern (당신들은 더 좋은 세상에서 사세요)                      | 삼중창             | B T S          | 로코/플로레스탄/레오노레        | ♫     |            |            |
| 2막     | 1장     | 14번 | Er sterbe doch er soll erst wissen (죽이리라, 하지만 그전에 알아두어야 한다)       | 레치타티브, 사중창 | B-Br T S B     | 피사로/플로레스탄/레오노레/로코 | ♫     |            |            |
| 2막     | 1장     | 14번 | Vater Rocco der herr Minister (로코 간수장님, 장관님이)                            | 레치타티브         | T B S B-Br     | 야퀴노/로코/레오노레/피사로     | ♫     |            |            |
| 2막     | 1장     | 14번 | Meine Leonore geliebtes Weib (내 사랑하는 레오노레)                                | 이중창             | T S            | 플로레스탄/레오노레             | ♫     |            |            |
| 2막     | 1장     | 15번 | O namelose Freude (오, 형언하기 힘든 기쁨이여)                                     | 이중창             | S T            | 레오노레/플로레스탄             | ♫     |            |            |
| 2막     | 2장     |      | Ouverture "Leonore Nr.3" -Verwandlungsmusik- (레오노레 서곡 3번 -장면전환음악-)    | 기악곡             |                |                                 |       | ♫          |            |
| 2막     | 2장     | 16번 | Gute Botschaft ihr armen (불행한 분들에게 좋은 소식이 있어요)                      | 레치타티브         | B T S          | 로코/플로레스탄/레오노레        |       |            |            |
| 2막     | 2장     | 16번 | Heil sei dem Tag, heil sei der Stunde (만세, 만세, 행복한 날이여, 행복한 순간이여) | 아리아, 합창       | B              | 페르난도                        | ♫     |            | ♫          |
| 2막     | 2장     | 16번 | Wohlan, so helfet, helft den Armen! (자, 이 불행한 분들을 좀 도와주세요!)          | 육중창             | B B B-Br S S T | 로코/페르난도/피사로/레오노레   | ♫     |            | ♫          |
| 2막     | 2장     | 16번 | Wer ein holdes Weib errungen (여인의 따뜻한 사랑을 얻은 자여)                      | 이중창, 합창       | T S            | 플로레스탄/레오노레/사람들      | ♫     | ♫5         | ♫          |

1. 아르투르 로터, 합창단과 베를린 도이치 오페라 관현악단에 의한 오페라 공연(1963년)으로부터의 클립 영상들
2. 여러 음원 또는 클립 영상들
3. 용인시음악협회, 베토벤을 깨우다 / 최정심(소프라노), 방성호, 웨스턴심포니오케스트라 (2017년 7월 6일, 용인포은아트홀)
4. 브라이언 로페즈 곤잘레스(테너), 퀼른 남성 합창단, 베르기쉐 심포니커, 베른하르트 스테이너(지휘) (2022년 6월 26일, 쾰른 필하모닉 홀)
5. 빈 국립오페라 갈라공연 / 오자와, 도밍고, 터펠, 그루베로바, 우르마나, 햄프슨, 발차, 키르히슐라거, 폴라스키, 스트럭만, 샤데, 푸를라네토 (2006년 2월 21일, 빈 국립오페라극장)

## 참조 음반
- 시르스텐 플라그스타 (레오노레), 르네 메이슨 (플로레스탄), ....... 브루노 발터 (지휘자), 1942 (Naxos 8.110054-55)
- 크리스타 루트비히 (레오노레), 존 비커스 (플로레스탄), ...... 오토 클렘퍼러 (지휘자), 1962 & 1964 (EMI)
- 레오니 리자네크 (레오노레), 에른스트 헤플리거 (플로레스탄), ...... 페렌츠 프리차이 (지휘자), 1963 (DGG)
- 헬레나 브라운 (레오노레), 율리우스 파차크 (플로레스탄), ...... 오이겐 요훔 (지휘자), 2004 (WALHALL) und 2005 (Cantus Classics)

## 참고 문헌